# Joseph-Paul Rambaud
Joseph-Paul Rambaud est un médecin et un homme politique français, sénateur, résistant, déporté, né le 5 décembre 1879 à Pamiers (Ariège) et mort le 2 octobre 1944 à Buchenwald.

## Biographie
Joseph-Paul Rambaud fait ses études de médecine à Toulouse, puis retourne dans sa ville natale pour exercer, en 1904.
Il adhère au Parti radical, puis devient président du comité radical de Pamiers en 1905. En 1919, il est élu maire et conseiller général de Pamiers, et constamment réélu jusqu'en 1940. Il fait réaliser l'électrification intégrale du canton. En 1925, il devient président de la fédération départementale du Parti radical.
En 1929, Joseph-Paul Rambaud est élu sénateur, et réélu, dès le premier tour, en 1938. Il appartient à la commission de l'Hygiène, de l'assurance et de la prévoyance sociale ; à la commission de l'Administration générale et communale ; la commission de l'armée ; puis à la commission de la Comptabilité. Il mène une intense activité parlementaire, par ses rapports, ses interventions lors des débats, et ses questions aux ministres.
Le 10 juillet 1940, Joseph-Paul Rambaud vote contre les pleins pouvoirs à Philippe Pétain, ce qui lui vaut d'être révoqué de ses mandats locaux par le régime de Vichy. Il entre ensuite dans la Résistance, au sein du mouvement Combat. Il fonde l'Armée secrète en Ariège. Il apporte également son aide aux jeunes réfractaires au Service du travail obligatoire et aux personnes internées dans le camp du Vernet.
Le 17 juin 1944, Joseph-Paul Rambaud est arrêté, puis déporté à Buchenwald, où il meurt le 2 octobre 1944, no 69469.

## Décoration
- Officier de la Légion d'honneur